# 極黑的布倫希爾德
《極黑的布倫希爾德》（日語：極黒のブリュンヒルデ）是日本漫畫家岡本倫所創作的青年漫畫，從《週刊YOUNG JUMP》2012年9號至2016年18號連載結束。單行本全18卷。
2013年9月7日宣布動畫化企劃中的消息，同年12月在雜誌封面上公布电视動畫於2014年4月播出，实际播放日期为4月6日至6月29日，动画製作公司为ARMS。

## 故事

### 劇情
村上良太是一位想要加入NASA的高中2年學生也是天文社唯一的社员，他的背後有個無法難以忘懷的過去，良太在年少時有一個特殊的青梅竹馬的女玩伴「黑貓」，當時黑貓因為在水壩看見外星人因此帶著良太去觀看結果不慎失足落水，雖然良太被送醫搶救後生還，但是他卻得知黑猫發生意外不幸離世的消息陷入悲痛與自責中，自此良太為了實現自己與黑貓的約定的約定決定每天觀測星空尋找外星人的行蹤。直到某天一位長相與黑貓很相似的神祕轉學生黑羽寧子轉入良太的班級並且出手救下他。
良太因此發現寧子擁有超越一般人的能力也發現她自称为“魔法師”，寧子告訴良太她是從某個研究所中脫逃出來的魔女，“魔女”是在神秘研究所「V機關」中被手术与药物作相关的肉体改造技術而且在頸後部被安裝有「御魔具」的機械部件的特殊少女，她們雖然擁有特殊能力但是每天必須服用一粒鎮死劑以維持生命，如果魔女沒有服用一粒鎮死劑，那麼她們的身軀就會逐漸融化而亡，寧子作為實驗體在研究所中度過十年，雖然她在從研究所移送的途中成功脫逃出來。但是「V機關」為了要捉回寧子與其他脫逃的魔女不惜摧毀鎮死劑的開發廠甚至派遣高位魔法使與魔女獵人去追捕她們，良太為了找出一切的根源與答案也要拯救寧子與其他逃亡的魔女的性命，他用盡所有一切幫助寧子與其他魔女去尋找鎮死劑，也要跟「V機關」所派遣的高位魔法使與魔女獵人展開戰鬥，故事由此展開。

### 場景
作者上一部作品《銀白榮躍》（ノノノノ）即在長野縣多處地點取材，此作再度於長野縣松本市進行取材，與諏訪湖類似的湖泊也出現在劇情中。

## 登場人物

### 主要人物
村上良太（Murakami Ryota，聲：逢坂良太、佐藤利奈〔幼年〕（日本）；蔣鐵城、穆宣名〔幼年〕（台灣））
本作男主角，是一位想要加入NASA的高中2年生。他是天文社唯一的社員，每天使用天文台望遠鏡观察星空。他討厭女生的性格在學校中相當有名，但其實只是不擅長應付。
学業成績相當出色，全国模擬考試排名全国第3位，擁有見過一次就忘不掉的記憶能力（即超憶症）。2岁时父亲和弟弟时因意外中身亡與母亲相依為命，由於母親的工作繁忙只能靠自己負責家中雜務以做家庭教师赚外快，最近收入變成魔女們的伙食費來源。
年少時有一個特殊的青梅竹馬的女玩伴「黑貓」，當時自己雖然不相信黑貓說「地球已经被外星人侵略」的說法卻很喜歡她，然而自己與黑貓在水壩不慎失足落水被送醫搶救，雖然自己生還卻得知黑貓離世的消息陷入悲痛與自責中，自此為了實現自己與黑貓的約定的約定決定每天觀測星空尋找外星人的行蹤。但漫畫後期從阿弗洛狄忒（斗光奈波）的口中告知當年自己與黑貓在失足落水的地方是V机关的研究所，那時的研究員發現自己與黑貓分別進行搶救與「醫療」(也就是改造)成魔法使與超憶症的記憶能力（即改造人）被改造後的後遺症使自己的壽命短暫。
剛開始宁子轉入自己的班級時認出她就是黑猫，但由于讓沙織發動「時間倒回」而失去这部分的记忆。被奈波約談時因為己身的超強記憶能力加上隨機應變成功騙過奈波，想幫助奈波但最後仍來不及，奈波將她的意識轉移到良太的記憶裡，可能消耗良太腦袋大半的記憶體。在和美被預知死亡時成功運用戰術幫助和美逃過死劫，之後意外的發現原來寧子就是黑貓。在天文台被九跟瓦爾基里突襲時為了保護寧子而受重傷被初菜救回。天文台被突襲後將陣地轉移至小五郎的家利用PDA連絡魔女獵人以外星人的受精卵為交換條件詢問有關小鳥的事。與寧子互通心意並接吻。之後被帶到V机关與自己的父親與弟弟相見得知自己是為了要被洛基給吃掉而拯救世界的事實，在和美等人的犧牲下為了守護世界與寧子決定按下寧子後頸上御魔具右下方的按鈕，讓自己被洛基給吃掉只留意識在伊達的身上，後來在寧子跟伊達的記憶合併找自己時與她相見。
黑羽寧子（Kurowa Neko，聲：種田梨沙（日本）；石薇（台灣））
等級：B級（只能破坏静物），其真实能力为S级
識別號：7620
本作女主角，良太的同班同學，轉學生，身穿無袖連身式的水手服加穿膝上襪、過肘手套。容貌酷似良太過世的青梅竹馬黑貓（本人的确是黑猫），身體經過改造後成為「魔法使」，作為實驗體在研究所中度過十年，在從研究所移送的途中脫逃。心地善良，总想著帮助别人，並且因為認為自己壽命所剩不多，若能多救一人，自己的生命就發揮了更大的作用，因此有即使失去性命也要救人的傾向。但真子曾經說過寧子以前被稱為瓦爾基麗時也是非常殘暴的（對此良太不以為然）。而本人就是布伦希尔德。
喜歡良太，在良太讚賞其他女生或者跟其他女生親密接觸時眼神便呈現已亡狀態並會下意識的發動魔法破壞附近的物體，討厭注射。曾被某位研究院的人託付。在一次機會下將一台神祕的終端以及外星人的受精卵交給良太被認為是找到藥的重要線索。
動畫第二集不經意給佳奈吃下良太的蛋糕（裡頭有三個蛋糕，其中兩個給佳奈，剩下一個要留著給佳奈後享用）結果流淚讓良太因此覺得太誇張。
能夠一瞬間破壞目視可及的物體，但是無法細微調節力量大小。若對象是人類則無法直接發揮作用，必須接觸目標才能發動，曾經使用魔法將自己的腕力短時間內強化。只要過度使用魔法就會導致記憶像被蟲蛀般消失，所以過去的記憶大多已經消失。因為長期與社会隔絶加上記憶喪失，常識所知甚少，甚至連九九乘法表和小學一年級程度的漢字都不會。不過學習能力甚強，透過在學校上課的兩三個星期，便在學期期末考中拿下好成績，甚至超越了良太，成為第一名。
在與真子對峙時覺醒恢復所有的記憶，原本只能破壞物體的魔法，變化成可以破壞人體，並可以使用獨自瞬間移動、防護罩及微型黑洞等魔法。
真子稱寧子為妹妹，寧子覺醒並恢復記憶時亦稱真子為姊姊。後向良太告白並與良太接吻。因使用能力過多而再次完全失憶，並與良太的關係變得有些惡劣，但良太若與其他女性關係變得親密時仍會發動魔法破壞附近物體。
良太本來要和和美約會，但對方因感冒不能來，後來由寧子去傳話，發展成良太與寧子約會，之後去愛情賓館什麼都沒做就回去。想到良太时仍旧会有喜爱的精神反应，但本人并不理解这种反应。从曾经随身记录小本子中找回些许記憶。對良太的感情已經遺忘而感到難過。想到自己的胸部要給良太揉時，臉部就會通紅發燙。告訴良太从随身记录小本子中所喜歡的人是良太，寫下只有這份最寶貴的心意是不能忘記的。之後被真希波給看上並帶到V机关，獨自在房間裡想著有關良太在一起的美好回憶後與他重逢。當良太為了守護世界按下自己後頸部的御魔具正上方的按鈕變回黑貓再次恢復所有的記憶，在良太被洛基吃掉而拯救世界後為了尋找良太將自己與伊達的記憶合併並且和良太重聚。
橘佳奈（Tachibana Kana，聲：洲崎綾（日本）；郭怡心（台灣））
等級：C級
識別號：4010
與寧子一起從研究所中脫逃的「魔法使」，因為魔法使實驗導致全身不遂，只有左手手指稍微可以移動，使用機械才能與人對話，对村上良太抱有好感，身穿哥德蘿莉服裝，毒舌。
是一位預知能力者，可以看見死亡相關的未来影像、預知準確度為100%。預知死亡的范围從数秒之後到兩日之间、距離太遠的場所無法預知。得知預知後只要改變的行動對未來造成影響就會改變預知的內容。被和美指出「其實想要動就能動，但是寧子會死」，按下御魔具正上方的按鈕後能夠自由行動，但會喪失預知的能力而获得自由行动能力，但最后其预知能力恢复并比原来更强。
漫畫93話按下御魔具正上方的按鈕而能自由行動後從後方把真子割喉，也因如此決定以後也要以這種形式活下去。後來按下御魔具上方的按鈕後，過了不久，發現自己的身體可自由行動且可預知。
過去在要被研究所進行廢棄處理時因寧子闖入而獲救，自此對寧子十分的在意。
和美（Kazumi，聲：M・A・O（日本）；林美秀（台灣））
等級：B级（实际能力是S級）
識別號：2670
與寧子一起從研究所中脫逃的「魔法使」，是一個會說德語的混血兒，很在意自己是個貧乳处女。後來使用名字和美·施里恩曹尔（Kazumill Schlierenzauer）以來自奧地利國立學院學生的身分轉入良太的班級，成為良太的同班同學。因為父親是關西人，操著一口關西腔。喜欢良太，并经常跟他开黃色笑話。
因為在等級判定時，研究所要求讓儀器失誤殺人所以故意放水造成判定為B級，御魔具旁边还有数据接口可以与电脑连接。作为魔法使的能力十分优秀，但是因为不愿意杀人而伪装成低等级，却不料迎来被废弃的命运。
能夠瞬時計算出質因數分解，因此可以破解網路加密是可以「操作網路」的魔法使，以能力與【芙蕾雅】正面較量。其後在救出小鳥的作戰中被真子給砍頭殺害。而後在初菜的幫助下復活。
為了保住良太的身體及記憶按下御魔具正上方的按鈕犧牲自己的性命。最終在伊達裏變成小孩與寧子及良太相會。
鷹鳥小鳥（Takatori Kotori，聲：田所梓（日本）；穆宣名（台灣））
等級：B級
識別號：1107，
良太的一年級學妹，與和美同天轉入良太所在的學校。雖然同樣從研究所中脫逃，但寧子等人都不記得在研究所中有看過她，身懷秘密而被研究所積極追捕。童颜巨乳，常被和美嫌胖、被初菜稱作乳牛，略有天然的性格，緊張時說話會有口吃的現象。
在九所長與真子突襲天文台的事件中被九帶走。身體內的朵拉希爾是九所長特別製造、名為格拉尼的特製品。曾因佳奈预见她出现在宁子和良太尸体旁并微笑，而被誤认为是研究所派来的杀手。事實上會微笑是因为死去的千繪希望她在悲伤的時候也能露出笑容。
可以使用「轉換位置」魔法，將自己與其他人的位置對調，但在對方戴墨鏡的狀況下無法發動。對調後雙方的動能都會重置，但是本人似乎不清楚這項特性。能力消耗很大，使用一次之後就會直接中斷。
讓格拉尼覺醒，使用強大的魔法對抗真子，也因此讓格拉尼孵化。其實有九所長的妹妹伶那的記憶，之後被村上取出並在臨終前向憐說出「哥哥，不要再做讓別人悲傷的事情，拜託你」後完全溶化而亡。
在動畫十三集改成自己按下取出按鈕並在村上趕來後溶化自己的身軀而亡。在漫畫154話及155話再次登場。
若林初菜（Wakabayashi Hatsuna，聲：內山夕實（日本）；林美秀（台灣））
等級：B級/A級(動畫)
識別號：不明
在漫畫為逃跑魔女們的其中之一。初登場時被真子以搜索魔女的魔法找出，因為被真子威脅要殺了朋友而交出自己大部分的鎮死劑。為了測試良太而假意從高處落下，被良太捨身的行為所感動而喜歡上良太，之後奪走良太的初吻。現為天文台的一員。在良太被瓦爾基麗重傷時使用隱藏的魔法治癒良太。
動畫在11集與漫畫不同的地方是能力等級A，為和另外魔女們負責監視瓦爾基麗的監察者，初登場已和監察者們一起被真子殺害，因為有再生能力，知道天文台上有魔女而與主角們相遇。
其魔法為「再生」。自言就算頭顱破裂也可以再生，實際上也曾在身體被粉碎的狀態下成功復活，不過在沒有鎮死劑以及被取出的情況下還是會死。逃出研究所後，在一次為了救活被車輾死的小貓的情況下，首次嘗試將能力用於自身以外的地方。最後證實再生同樣可以治癒他人，但自身的身體在魔法發動時將會嚴重溶解。在治癒他人時魔法的消耗較大，但同時較大的消耗會造成中斷，因此不會有為治療他人而溶解至死的情況。溶解時中斷雖然不會死，卻需要等中斷結束重新發動再生後才能恢復原狀。其後在救出小鳥的作戰中被真子殺害。之後因魔法發動而再生，並幫助和美復活。
在第124話中孵化，於127話中朵拉希爾回到御魔具而復活，并将死去的高屋复活。

### 魔女（魔法使）
斗光奈波（Tokou Nanami，聲：沼倉愛美（日本）；郭怡心（台灣）） 
等級：AA+級（因为隱藏自己的能力，實際上可能为AAA级）
識別號：5210
研究所所派出、追捕1107号等人的魔女。由于能力的危险性，研究所將她與其他魔女隔離，只與少部分實驗人員有接觸，所以非常寂寞，希望拥有不會忘記自己的朋友。在發現1107号蹤跡後修改掉监控人的记忆，打算玩樂一天後再回去完成任務，在与1107号等人接触后改變心意，希望與他们成为朋友。
但监控人及时恢复而被遙控裝置取出，临死前因為不希望讓朋友伤心而删除宁子等人对自己的记忆，并将自己的人格信息写入了良太记忆中辅助他，在良太陷入危機時才會出現在意識中。
研究所紀錄的能力为「視憶」，通过直视對方的眼睛，能快速读取與消除对方的记忆。由於隱藏自己修改、增加記憶的能力，真正的能力應該是「操憶」。
漫畫中制造幻象阿弗洛狄忒耍良太番但被他給识破。之后为了能让他继续活下去而把自己的记憶删除。
故事的最後以阿弗洛狄忒的形象出現在伊達，在遠處偷偷觀察良太等3人。
瑞花（Mizuka）
等級：AAA級
識別號：不明
研究所高層為追捕1107号而批准出動的魔女。是已知最強大的預知能力者，代號絲卡蒂。
由於能力的代價，在進行最後一次預知前，已失去右眼、右手、雙腳與大部分聽力。研究所隱瞞她這項事實，聲稱是疾病所致，但本人已隱約察覺真相。雖然如此，由於身體已經無法自由活動，為了能夠繼續活下去，還是順從地進行會削減生命的預知。最後因預知能力持續發動時間過久的緣故導致身體融化而亡。
與佳奈同為「預知」能力者，但與被動接收預知影像的佳奈不同，能夠預知指定時間、地點與人物，預知準確度達100%。且在沒有其他預知能力者的干擾時，可以透過對未來的干涉，消除不確定因素，將預知導向自己希望的方向。預知能力會對神經細胞造成極大負擔，佳奈的代價為全身不遂，瑞花的情況則是在每次預知時造成神經細胞大量死亡。
形容使用能力時就像潛進夢中一般快樂。在最後一次預知時遇見和美並向她提供三個令大家也不用被殺的方法。
藤崎真子（Fujisaki Mako，聲：能登麻美子（日本）；穆宣名（台灣））
等級：S級
識別號：不明
最強大的魔女，代號瓦爾基麗。長得和寧子十分相像，實際上是寧子的姐姐，對於寧子以外的魔女都非常殘酷。性格冷酷无情、残忍暴虐，出手狠毒、杀人不眨眼，在研究所一次實驗的過程中差點喪命，但因九不顧自己的性命救她而患斯德哥尔摩综合征，即使知道九將自己當作道具也心甘情願被利用。
已使用的魔法包括破壞、探知（搜索魔女）、瞬间移動、製造和控制反物質、斩击、炮击（类似于喜加子，不过，真子是用掌心发射炮击）、再生、浮空与飞行、护盾等。
原本擁有八種魔法，因為太過強大長期以來一直被關在研究所的最深處，並在這期間又衍生出第九和第十種魔法。為回收1107號而被研究所所長獨斷派出執行任務，由於其危險性較大促使研究所派出七名A級與AA級擅長防禦、壓制系魔法的魔女加以監視，在脫離管制與殲滅研究所派遣的七名高級魔女後，利用搜索魔女的魔法找出其他魔女並搶奪對方的鎮死劑。在被佳奈攻擊后又觉醒第十一种魔法「再生」。漫畫90話因為九千怜的死而暴走企圖殲滅所有人類，漫畫100話最終被覺醒的寧子製造的黑洞吸入而亡。
沙織（Saori，聲：矢作紗友里（日本）；穆宣名（台灣））
等級：AA級
識別號：6001
殺戮型，可以使用兩個A級魔法。因无法击杀偷袭药厂的宁子和良太因此被遙控裝置取出而亡。
其中一個魔法為「斬擊」，可以切斷6公尺以内的任何物體，另一個魔法為「時間倒迴」，能夠倒迴的長度為60秒（固定而無法控制），除了自己以外的人會喪失這段時間的記憶，但會消耗大量的魔力因此使用後必定中斷。
喜加子（Kikako，聲：濱頭優（日本））
等級：AA+級
識別號：5010
被派来追杀逃离魔法使的魔法使。在追杀宁子时被良太和小鸟用计逃脱被研究所給捉回受到惩罚(為鞭刑)，在嚴刑拷打下說出在任務期間見到小鳥的事情。能力为「炮击」，能从口中发射强能量束，破坏力惊人，但有较长的冷却时间和发射准备，后方为死角。
志乃（Shino，聲：（日本）；穆宣名（台灣））
等級：B級
識別號：不明
和宁子等人逃脱的魔法使之一，在逃亡时被喜加子使用砲擊給擊重身亡。动画篇中追加魔法為能夠聽懂動物說的語言，并且是由于為了保護貓咪而被喜加子給殺害。
奏（Kanade，聲：高野麻美（日本）；林美秀（台灣））
等級：不明
識別號：不明
與寧子等人逃走的魔法使之一，與名為真希的人類少女被研究所給捉回去(因為自己的特殊能力被真希發現，凡是看見魔法使的特殊能力的人會被處刑)，之後在得知真希會被處刑的情況哀求研究所放走真希不成，在拒絕提供其他逃亡的魔法使與寧子的下落後被取出御魔具而亡。
千繪（Chie，聲：佐倉綾音（日本）；郭怡心（台灣））
等級：不明
識別號：不明
與小鳥共同行動的魔法使和和美一样为「操作網路」能力，是她修改数据帮助小鸟入学的。因為想讓小鳥過完16歲生日停藥自盡。
芙蕾雅（Freyja）
等級：AAA級
識別號：不明
最強的操作網路魔法使，本名不詳，芙蕾雅為其代號。在研究所內整天過著看漫畫玩遊戲的生活。因為等級的關係在研究所受到非常好的待遇，所以驕慢的個性也非常的嚴重，認為B級魔女都是廢物在有代號的自己面前根本不算什麼，173話和和美正面較量時也不斷的貶低和美讓她感到很不悅，所以就用強大的操網力量完美的壓制自己時受到嚴重的打擊。為了追捕逃亡的九而被研究所調來追蹤其下落，但實際上已經被九給收買而掩蓋其情報。
留留美（Rurumi）
等級：B（根據小野寺所言進行猜測）
識別號：不明
與理依、美咲一同執行任務的魔法使。抱著玩偶的女孩。能力為使用玩偶進行「LOCK ON」鎖定目標，只要對玩偶作出任何行為該鎖定目標亦會被受到與玩偶一樣傷害。
在執行任務路中遇見佳奈並非常羨慕她能在外活得如此快樂而差點把她和同行的結花給殺掉。後來在執行任務期間孵卵後被孵化出來的朵拉希爾吃掉而亡。
理依（Rie）
等級：不明
識別號：不明
與留留美、美咲一同執行任務的魔法使。被佳奈稱呼作「班長」。其實是因為害怕招惹別人生氣才按上層吩咐行事。因自己命令留留美去殺人的行徑感到懊悔。在執行任務期間為保護佳奈孵卵後被留留美孵化出來的朵拉希爾吃掉而亡。
美咲（Misaki）
等級：不明
識別號：不明
與留留美、理依一同執行任務的魔法使。能力為隱形，只能隱藏身體所以只有脫去所有衣服才能完全隱形，但不知為何眼鏡可以一起隱形。在任务失败后被遙控裝置取出而亡。
荷瑞斯特（Hrist）
等級：S級
識別號：不明
本名：繪里。因為取代藤崎真子而成為最強的瓦爾基麗，但和真子不同不會用魔法殺人，所以被小野寺用許多的方法來讓自己去殺人，像是在自己面前將B級魔女給彈出，因為那些B級魔女彈出時，體內釋放的溶解酶被小野寺給弱化，所以融化時會先承受身體每一條神經溶解的痛苦，讓自己不由得殺人就一直這樣持續幾週已經變成和藤崎真子一樣的魔女，在快劇末的時候被村上的父親給抓去喂食給洛基，臨終前還說「這樣我就可以殺更多人」的話。

### 研究所（Vingulf）
也被称为“V机关”。英文翻譯「魔女的宮殿」。
九千（Ichijiku Chisato，聲：東地宏樹（日本）；劉傑（台灣））
研究所所長，在研究所的任務是管理魔女和建立Sorcerian。依據理性行動，欠缺情感，幾乎没有任何表情變化。曾經是小五郎的大學同學，在東京大學畢業後進入國家的研究機關，連小五郎都肯定的超凡天才，曾在大學時發表一篇關於消化蛋白酶的論文。
有一名妹妹怜奈，認為除了自己以外其他的生命都沒有意義，但只有妹妹怜奈的生命是例外的。為了讓妹妹怜奈再次擁有生命，培養格雷恩吃掉妹妹怜奈的大腦並裝在小鳥的身體內，但是妹妹怜奈的意識卻依然沒有覺醒還打算替格雷恩找新的宿主。
最後因為在小鳥體內的怜奈意識希望自己別再做出令人傷心的事，直到最後才說出自己討厭人類，就是因為人類會不理性的依照感情行動，所以為了保護真子而喪命。
土屋邑貴（Tsuchiya Yuki）
理科大學以僅次於第一名的成績畢業，畢業志向是被分配到政府的研究機關，之後被分配到高次元生命機構研究所Vingulf。
朋友很少，上網時間很長，不過幾乎都是在玩網路遊戲，與玩家之間的互動非常少，其他時間都在看成人動畫或BL網站，由於與外界失去聯絡後不會顯得不自然而被研究所招募。進入研究所後第一件工作是負責照顧瑞花。
宅間（Takuma）
在研究所工作，屬於人事部，接送土屋前往研究所，在研究所被逃出的魔法使給殺害。
小野寺（Onodera）
九死亡後，接任研究所所長一職的女性。個性嚴厲也對規矩極為看重，也讓下屬們都對自己心存畏懼。
五十嵐（Igarashi）
小野寺助手，被其稱為肥宅。

### 魔女獵人（Hexenjagd）
茜（Akane，聲：近藤唯（日本）；林美秀（台灣））
寧子等人在研究所運送過程中遇見的白衣黑发女性，由於在運送魔法使時發生的事故中受到重傷，將一個PDA與保存「外星人受精卵」的容器託付給寧子並說只有她才能拯救世界。
美樹（Miki，聲：佐藤利奈（日本）；郭怡心（台灣））
身穿修女服飾，應為魔女獵人指揮者的女性。原本在研究所工作，但在發現研究所的目的後便背叛研究所，打算要摧毀研究所的計畫的同時想要殺害小鳥。
曾經在PDA的另一端與村上談話，在天文台被突襲時，村上故意開啟PDA讓魔女獵人們找到位置並前往天文台，以外星人的受精卵為交換條件告訴良太小鳥為何那麼重要的原因。
伊尼夏雷茲（Initializer，聲：皆川純子（日本）；石薇（台灣））
身穿神父服飾，個頭矮小。可以使魔法中和，令魔法使無法使用魔法。中和魔法的時間有限，且必須要知道對方會使用何種魔法才能中和，否則就不會產生效果。真實身分不明。「伊尼夏雷茲」為代號，代稱擁有上述能力的人。
長髮男子
身穿神父服飾，戴著眼鏡。對厭惡魔法使的美樹提出有必要時仍需要與良太等人合作的諫言。
短髮男子
身穿神父服飾。似乎不懂日語只會德語。
黑衣男（聲：鈴木達央（日本）；林正騏、劉傑〔第6集〕（台灣））
負責抓回逃走的魔女們的男性。本名不詳。因為連續的失敗而被上層給解雇，在給予剛進入研究所的土屋如何在研究所中好好生存下去的建言後，於離開研究所的途中被槍擊後被救回。甦醒後為了消滅造成奈波死亡主因的天文台成員而展開行動，但被趕來的良太以腦中奈波的記憶將其說服，之後從美樹那得知九的死因後更是感覺失去目標後轉而加入魔女獵人一方。

### 高千穂
神秘组织在研究所上头的神秘组织。
高千穗的首領
神秘組織在研究所上頭的神秘組織首領，這個組織在一百年前挖到一個外星人的遺跡但是並沒有公開這件事，似乎在魔法使的研究中使用外星人的技術，技術遠遠超過人類所擁有的技術。根據奈波給村上的情報，組織的目的是“弒神”。實際上就是村上良太的父親。
真希波（Makina）/村上勇太
本名：村上勇太。村上良太的弟弟。人類和宇宙人的嵌合體，索賽利昂的原型。
能夠破壞任何想破壞的物質，也有破壞地球的能力，而且還能瞬間移動到任何想去的地方。但可能是因為能力的關係讓真希波毫無情感，變成殺人不眨眼的怪物，看上黑羽寧子，但因為寧子保護宇宙人而失去興趣決定殺掉她但被宇宙人給吃掉。

### 「過去」的人物
黑貓（Kuroneko，聲：種田梨沙（日本）；石薇（台灣））
本名黑羽宁子，良太過世的的青梅竹馬，左腋下方有三個痣。良太不知道这少女叫什么名字，于是叫她黑猫，她坚信这个世界有外星人存在，并且地球也已经被外星人侵占了。但是在带他去看外星人时，良太與她在水壩失足落水，被V机关改造成魔法使。
九那（Ichijiku Rena）
九所長的妹妹，因病去世。是千憐唯一重視的“生命”。死後其大腦被九千憐用來培養格雷恩，希望格雷恩能夠承載憐那的意識。但憐那的意識移植到格雷恩的載體·鷹鳥小鳥，直到臨死前才覺醒，告訴九千憐希望他不要再做讓別人傷心的事，並將寧子託付給了良太。

### 其他人物
柱谷小五郎（Hashiratani Kogorou，聲：伊藤健太郎（日本）；劉傑（台灣））
良太的舅舅，信濃大学药物研究室的主任，药物学的能手。
由於乘搭各種交通工具（甚至自行車）都會導致暈動病發作，因此只会在步行能到的范围内生活，也為此拒绝国外研究机构的邀请但拥有大量经济资金。受良太的委托仿制镇死劑和研究宁子交予的「外星人受精卵」。
十分相信科学，起初不承认魔法使和外星生物存在，但經過各种接触之后开始改觀并对此十分有兴趣，引起對超自然現象的求知欲，進而從旁協助良太。
以前曾與九千怜是同學，之後從九曾經發表的論文中找到製造鎮死劑的方向使之大幅縮短製藥解析的所需時間。研究良太带来的外星人的受精卵私下分析不明生物的遺體。拜托认识的人将外星人受精卵中的双胞胎分离其中一份交给魔女猎人。
八田结花（Hatta Kitsuka，聲：本多真梨子（日本）；林美秀（台灣））
良太擔任家教时所辅导的女孩，住在良太家附近的中學三年級生。暗戀良太，為了讓良太能繼續擔任她的家教而努力讀書中。
性格傲嬌，髮型為雙馬尾。後來與能夠自由行動的佳奈同班，由於良太的請託而與她成為朋友，雖然是這樣的契機，不過兩人處得很好。
柏木梨沙（Kashiwagi Lisa，聲：優木加奈（日本）；穆宣名（台灣））
良太的同班同学。曾邀请宁子去KTV，漫畫第141话遭遇车祸。
高屋雅史（Takaya）
良太中學時的同學，初菜的同班同學。
因為素行不良而頗有知名度，春天時因為涉入暴力事件而被停學兩學期，實際上成績優異，在停學期間出國留學。
偶然間在女僕咖啡廳看到來打工的初菜而對她產生鍾情因此常跟著她行動。得知初菜的秘密以及即将孵化后向其告白导致初菜孵化提前，后被初菜兽咬掉半个身子。初菜恢复自己後答应与他交往。
橘美奈（Tachibana Mina）
佳奈的姐姐，記者，為找回失散十年的妹妹佳奈。
調查V機關，並發現其有很大嫌疑瓦爾基里事件後調查更為深入，後在男記者的幫助協同之下將黑服從醫院給帶走。最後為了保護佳奈而被真希波給殺害。
阿弗洛狄忒（Aphrodite）
穿高中制服的长发巨乳美少女，自称是女神。是漫画里的关键人物。知道良太的过去也了解其他魔女的能力；具有强大的魔法，能像若林初菜一样能将斷掉的身体自动复原，还可以感知到真希波，却没有魔女枷锁。
本人是为了帮助良太而特地出现，声明可以帮助他进入V机关找黑貓(條件是良太必须要哄自己开心才行)，并预言良太马上就會喪命。实际是奈波制造出的幻象。
漫畫160話初登場。第163話跟良太解釋她在年少時與黑貓在水壩失足落水的地方是V机关的研究所，那時他們被研究員發現後進行搶救與「醫療」(也就是改造)成魔法使與超憶症的記憶能力（即改造人）被改造後的後遺症使自己的壽命短暫。

## 用語
高千繪(組織名)
神秘组织在研究所上头的神秘组织，这个组织在100年前挖到一个外星人的遗迹，但是他们并没有公开这件事，似乎在魔法使的研究中使用了外星人的技术，技术远远超过人类所拥有的技术。根据奈波给村上的情报，组织的目的是“弑神”。实际上他就是村上良太的父亲。
魔法使（魔女）
經過手術後獲得特殊能力的人類，颈后部装有「御魔具」的机械部件，必需每天服用鎮死劑1錠，否則就會死亡。
等級分為AAA、AA、A、B、C等5個階段（單行本修改後的設定），B级以下为劣品而会被销毁，研究所中的魔法使都是A級以上魔法使。AAA級別以上尚有S級，且AAA級以上的魔女會賦予代號。
按照小鳥的說法表示，S級的魔法使擁有可將人類滅亡數次以上的魔法，在管理．使用上非常困難，和美則說根本就無法拿來當刺客使用。
周刊連載時原分為AAA、AA、A、BBB、BB、B等6個階段。
御魔具（原：枷锁）
魔法使颈后部的装置，疑似魔法使能力的来源，有三个开关，呈正三角顶点排布，必須要用力按下才會產生作用。另外由於御魔具內的朵拉希爾能夠產生消除魔法的結界，因此魔法使的魔法對此裝置不會產生任何作用。
右下角按下後會中斷，使魔法使在一天内无法使用能力，当魔法使过度使用能力時也同樣會中斷；左下角按下会取出装置，使魔法使溶化死亡，研究所可通过加装无线信標以生命威胁来控制外出執行任务的魔法使；正上角功能依魔法使而有所不同，有的能覺醒、有的則會體驗到比死亡更恐怖的事。
其内居住一种疑似外星生物，所以良太推测御魔具的英文「Harnessed」不是指被支配或馬具之類的意思，而是指她的巢穴「Her nest」。
中斷
指魔法使的御魔具右下角開關被按下後的狀態。在此狀態下魔法使會在一天內無法使用魔法，會隨著時間經過而恢復。
在此狀態下瓦爾基麗的探查魔法會無法感應到魔法使。
不過即使是中斷狀態下，佳奈不知為何還是可以使用預知能力。
瓦爾基麗
S等級的魔法使被賦予的稱號。已確認有複數的瓦爾基麗存在，包括寧子與真子姐妹，以及本是研究員但在不明原因下也把自己變成魔法使的小野寺。
初期型的寧子使用的是和普通魔法使相同的御魔具，從真子開始則使用特製的瓦爾基麗專用御魔具，魔法的使用量是普通魔法使的好幾倍，外殼部分有著兩圈符號 的刻印，構造上和普通魔法使有著很大的不同，因此很難對其使用按下開關使其中斷的戰法。
鎮死劑
魔法使為了生存下去必須使用的膠囊劑，藥品编号为DR623G，由德雷斯登製藥廠製造。超過30小時未使用鎮死劑，全身皮膚將會裂開而噴出血液，但若服用後傷口即可迅速癒合。35小時後内臟開始融解亦無法再服用鎮死劑進而死亡。40小時後無法保持人形。同時也是促進朵拉希爾孵卵的藥劑。
有效成分並非具有結晶性的化合物，因此小五郎表示要複製可能需要半年至數年。
由於不服用鎮死劑就會導致魔法使溶化而死，小五郎推測可能是因為朵拉希爾分泌大量能夠溶解人體的消化蛋白酶的緣故，故鎮死劑應該就是該消化蛋白酶的抑制藥物。
研究所（Vinguif）
也被称为“V机关”。英文翻譯「魔女的宮殿」，正式名稱為「高次元生命體研究所」。根據奈波告訴村上的情報，在研究所進行的是關於魔法使的研究，也就是人體試驗，研究所上頭還有一個組織。進入研究所工作的人必須是存在感低的人，並且接到工作後兩年內不得外出。
外星人
神秘組織發現了地球外生命體的遺跡，其中之一外星人代號A008，是最早的七行星之神，在20年前根據遺跡的殘留痕跡重新構成，目前活著並持續成長中，由於當時技術還不成熟所以只是個半成品，有腦波和反射神經，但無法交流，DNA的配對並非ATGC所構成，DNA中包含了地球上沒有的物質126號跟127號元素，懼怕光。
朵拉希爾
被裝在魔女的御魔具內，是代替骨髓的生物，有著許多的眼睛與嘴。
良太曾推論這是寄生生物，不過美樹表示「朵拉希爾才是魔女的本體」，魔法使的意識並非來自腦部而是朵拉希爾，但仍有機會想起部分宿主的記憶。會在宿主體內持續成長，最終會孵卵並且吃掉寄宿的宿主本體，然後開始捕食其他的人類。以吃掉腦部來培養的特拉希爾可保有宿主的人格。
格拉尼
被放入小鳥身體內的特製品，同樣是代替骨髓的生物，覺醒後其消除魔法的結界比一般朵拉希爾大非常多。與朵拉希爾相同會孵卵，孵卵後會使地球上的生物滅絕。根據九表示，格雷恩是吃掉他的妹妹大腦所培養起來的，所以格雷恩內藏有九的妹妹的意識。
諸神的黃昏
格雷恩孵卵時所產生的現象。寄宿格雷恩的御魔具會放出無限光，形成籠罩地球的光幕，當光幕降下時，地球上所有的生命體的細胞都將溶解，使生命完全滅絕。

## 出版書籍
| 卷數 | 集英社         | 集英社                 | 青文出版社     | 青文出版社             |
| 卷數 | 發售日期       | ISBN                   | 發售日期       | ISBN / EAN             |
| ---- | -------------- | ---------------------- | -------------- | ---------------------- |
| 1    | 2012年5月18日  | ISBN 978-4-08-879348-1 | 2013年6月25日  | ISBN 978-986-310-626-5 |
| 2    | 2012年8月17日  | ISBN 978-4-08-879397-9 | 2014年3月15日  | ISBN 978-986-310-954-9 |
| 3    | 2012年11月19日 | ISBN 978-4-08-879433-4 | 2014年5月2日   | ISBN 978-986-356-018-0 |
| 4    | 2013年2月19日  | ISBN 978-4-08-879524-9 | 2014年7月2日   | ISBN 978-986-356-092-0 |
| 5    | 2013年6月19日  | ISBN 978-4-08-879564-5 | 2014年8月30日  | EAN 471-8016-00965-3   |
| 6    | 2013年9月19日  | ISBN 978-4-08-879651-2 | 2014年12月6日  | EAN 471-8016-01088-8   |
| 7    | 2013年12月19日 | ISBN 978-4-08-879669-7 | 2015年3月7日   | EAN 471-8016-01200-4   |
| 8    | 2014年3月19日  | ISBN 978-4-08-879805-9 | 2015年6月10日  | EAN 471-8016-01319-3   |
| 9    | 2014年4月18日  | ISBN 978-4-08-879806-6 | 2015年8月15日  | EAN 471-8016-01388-9   |
| 10   | 2014年7月18日  | ISBN 978-4-08-879865-3 | 2015年11月13日 | EAN 471-8016-01548-7   |
| 11   | 2014年10月17日 | ISBN 978-4-08-890055-1 | 2016年2月5日   | EAN 471-8016-01638-5   |
| 12   | 2015年1月19日  | ISBN 978-4-08-890103-9 | 2016年5月19日  | EAN 471-8016-01853-2   |
| 13   | 2015年4月17日  | ISBN 978-4-08-890146-6 | 2016年8月18日  | EAN 471-8016-01930-0   |
| 14   | 2015年7月17日  | ISBN 978-4-08-890229-6 | 2016年11月2日  | EAN 471-8016-02094-8   |
| 15   | 2015年10月19日 | ISBN 978-4-08-890275-3 | 2017年2月3日   | EAN 471-8016-02167-9   |
| 16   | 2016年1月19日  | ISBN 978-4-08-890343-9 | 2017年7月10日  | EAN 471-8016-02357-4   |
| 17   | 2016年5月19日  | ISBN 978-4-08-890387-3 | 2017年9月11日  | EAN 471-8016-02541-7   |
| 18   | 2016年5月19日  | ISBN 978-4-08-890436-8 | 2017年10月6日  | EAN 471-8016-02614-8   |

小說
- 成上真 著『極黒のブリュンヒルデ　The Moment』 集英社〈JUMP j-BOOKS〉

2014年4月18日發售 ISBN 978-4-08-703313-7

## 電視動畫
於2014年4月6日首度播出。

### 製作人員
- 原作：岡本倫（集英社「週刊YOUNG JUMP」連載）
- 監督：今泉賢一[25]
- 劇本：北島行德
- 角色設計、總作畫監督：烏宏明
- 道具設計：宮川治雄
- 佈局監修：阿部達也
- 美術監督：氏家誠
- 色彩設計：佐野瞳
- 攝影監督：阿部安彥
- CG總監：福士直也
- 編輯：平木大輔
- 音響監督：土屋雅紀
- 音樂：鴇澤直
- 音樂製作：VAP、YTE
- 音樂製作人：小嶋遼、近藤貴郎
- 製作人：奈良駿介、伊藤憲浩、角田博昭、木村文彦
- 製片人：GENCO
- 動畫製作：ARMS
- 製作著作：「極黑的布倫希爾德」製作委員會（VAP、ytv、YTE、DAX INTERNATIONAL、日本播音演技研究所、GENCO）

### 主題曲
片头曲
「BRYNHILDR IN THE DARKNESS -Ver. EJECTED-」（第1話－第9話）
作曲、編曲：鴇澤直
「Virtue and Vice」（第10話－第13話）
作詞、作曲、編曲、主唱：Fear, and Loathing in Las Vegas
片尾曲
作詞：keity.pop，作曲：，編曲：小森茂生
主唱：黑羽寧子（種田梨沙）、橘佳奈（洲崎綾）、和美·施里恩曹爾（M・A・O）、鷹鳥小鳥（田所梓）

### 各話列表
| 話數     | 標題         | 分鏡     | 演出       | 作畫監督                               |
| -------- | ------------ | -------- | ---------- | -------------------------------------- |
| 第1話    | 一直等著你   | 今泉賢一 | 竹下健一   | 烏宏明                                 |
| 第2話    | 魔法使       | 今泉賢一 | 玉田博     | 村司晃英、松本純平                     |
| 第3話    | 鎮死劑       | 今泉賢一 | 駒屋健一郎 | 小關雅                                 |
| 第4話    | 失去的記憶   | 今泉賢一 | 渡部周     | 松本純平、Jang Min Ho                  |
| 第5話    | 天體觀測     | 今泉賢一 | 西村博昭   | Lee Sang Min                           |
| 第6話    | 微笑的理由   | 今泉賢一 | 高村雄太   | 濱中明子、村司晃英                     |
| 第7話    | 希望的碎片   | 今泉賢一 | 松本正幸   | 中村深雪                               |
| 第8話    | 僅餘的線索   | 今泉賢一 | 渡部周     | 松本純平、Yu Min Zi                    |
| 第9話    | 仿製記憶     | 今泉賢一 | 駒屋健一郎 | 荒尾英幸                               |
| 第10話   | 生存的證明   | 今泉賢一 | 高村雄大   | Jang Min Ho、Yu Min Zi                 |
| 第11話   | 突然的重逢   | 今泉賢一 | 西村博昭   | Park Hey Ran、Lee Seok In              |
| 第11.5話 | 無是生非     | 中野英明 | 中野英明   | 服部憲知、園田高明、一居一平、津熊健德 |
| 第12話   | 獵捕魔女     | 今泉賢一 | 渡部周     | 松本純平、Yu Min Zi、洪範錫            |
| 第13話   | 想守護的事物 | 今泉賢一 | 今泉賢一   | 烏宏明、今泉賢一、Hue Hey Jung         |

### 播放電視台

#### 日本国内
日本深夜動畫：下文記載的日本国内播放時間使用日本標準時間（UTC+9）表示。因為部分時間标识會採用30小时制，因此請留意这类超过24:00的时间，其實際播放時間為翌日清晨。
| 播放地區   | 播放電視台 | 播放日期              | 播放時間                  | 所屬聯播網 | 備註           |
| ---------- | ---------- | --------------------- | ------------------------- | ---------- | -------------- |
| 東京都     | TOKYO MX   | 2014年4月6日－6月29日 | 星期日 22時00分－22時30分 | 獨立UHF局  |                |
| 近畿廣域圈 | 讀賣電視台 | 2014年4月7日－6月30日 | 星期一 25時59分－26時29分 | 日本電視網 | 「MANPA」節目  |
| 中京廣域圈 | 中京電視台 | 2014年4月7日－6月30日 | 星期一 26時22分－26時52分 | 日本電視網 |                |
| 日本全國   | BS11       | 2014年4月7日－6月30日 | 星期一 27時00分－27時30分 | 衛星電視   | 「ANIME+」節目 |
| 日本全國   | AT-X       | 2014年4月11日－7月4日 | 星期五 23時00分－23時30分 | 衛星電視   | 重播           |

| 放送地域 | 播放電視台   | 播放日期              | 播放時間                   | 播放系列 | 備註 |
| -------- | ------------ | --------------------- | -------------------------- | -------- | ---- |
| 日本全域 | 萬代頻道     | 2014年4月8日 - 7月1日 | 星期二 12:00 更新          | 網路廣播 |      |
| 日本全域 | NICONICO直播 | 2014年4月8日 - 7月1日 | 星期二 23:30 - 星期三 0:00 | 網路廣播 |      |
| 日本全域 | NICONICO頻道 | 2014年4月9日 - 7月2日 | 星期三 0:00 更新           | 網路廣播 |      |

#### 日本海外
| 播放地區 | 播放電視台 | 播放日期                | 播放時間（皆為當地時間）                                 | 所屬聯播網 | 備註   |
| -------- | ---------- | ----------------------- | -------------------------------------------------------- | ---------- | ------ |
| 臺灣     | Animax     | 2016年2月26日－3月9日   | 每天21:30-22:00                                          |            | 有重播 |
| 臺灣     | Animax HD  | 2016年4月3日－4月15日   | 每天21:30-22:00                                          |            | 有重播 |
| 香港     | Animax     | 2016年3月7日－3月28日   | 週一至二 22:00－23:00 3月28日：22:00－22:30              |            | 有重播 |
| 臺灣     | Animax     | 2017年11月18日－12月2日 | 週一至日 21:00－22:00 每日早上10:00-11:00下午15:00-16:00 |            | 有重播 |

### BD-BOX / DVD-BOX
| 卷數 | 發售日        | 收錄話數       | 規格編號   | 規格編號   | 規格編號 |
| 卷數 | 發售日        | 收錄話數       | BD         | DVD        |          |
| ---- | ------------- | -------------- | ---------- | ---------- | -------- |
| I    | 2014年7月30日 | 第1話 - 第6話  | VPXY-72932 | VPBY-10993 |          |
| II   | 2014年9月24日 | 第7話 - 第13話 | VPXY-72933 | VPBY-10994 |          |

### 原聲帶
- 極黒のブリュンヒルデ オリジナル・サウンドトラック（2014年4月23日發售）

### 網路廣播劇
以《ラジオ 極黒のブリュンヒルデ カズミと小鳥の「いちばん星み〜つけた!」》為標題，2014年4月10日到12月25日於HiBiKi Radio Station進行配信放送。隔週星期四更新。
演出者為M·A·O（和美·施里恩曹爾 飾）、田所梓（鷹鳥小鳥 飾）。

#### 來賓
- 第3回（2014年5月8日） - 洲崎綾（橘 佳奈 飾）
- 第4回（2014年5月22日） - 種田梨沙（黒羽 寧子 飾）
- 第12回（2014年9月11日） - 沼倉愛美（斗光 奈波 飾）
- 第13回（2014年9月25日） - 内山夕實（若林 初菜 飾）
- 第15回（2014年10月23日） - 逢坂良太（村上良太 飾）

## 脚注
1. ↑  . アニメ！アニメ！. 2014-05-07  [2014-06-01]. （原始内容存档于2020-04-14） （日语）.
2. ↑  . MANTANWEB. 2016年3月31日  [2016年4月19日]. （原始内容存档于2017年3月5日） （日语）.
3. ↑  . Crunchyroll. 2013-02-05  [2014-06-08]. （原始内容存档于2013-12-20） （英语）.
4. ↑  . 動畫新聞網. 2013-11-30  [2014-06-08]. （原始内容存档于2020-11-12） （英语）.
5. ↑  . 動畫新聞網. 2013-12-20  [2014-06-08]. （原始内容存档于2021-01-26） （英语）.
6. ↑  . 動畫新聞網.   [2014-06-08]. （原始内容存档于2020-11-12） （英语）.
7. ↑  根据作者于2012年3月27日在Twitter上的发言
8. ↑  . 動畫新聞網. 2014-02-26  [2014-06-08]. （原始内容存档于2021-01-25） （英语）.
9. ↑  漫画8话。單行本第7卷末，良太聽初菜說起寧子有三顆痣的事情，然後良太從寧子的側邊看出
10. ↑  漫画95话，良太幫寧子按下御魔具正上方的按鈕。動画13话自己按下按鈕。
11. ↑  漫畫第2卷封套的人物介紹
12. ↑  漫画105话
13. ↑  漫画中，佳奈要求小五郎的女傭幫她按下。動画中，似乎是初菜按下。
14. ↑  漫畫第3卷封套的人物介紹中譯作"和美·修莉蓮茲瓦"，名字取自實際存在的奧地利跳雪選手。
15. ↑  在動畫十三集並未說明為何和美復活，但漫畫確實有具體說明
16. ↑  漫画48话
17. ↑  . nicovideo. 2014-05-07  [2014-06-01]. （原始内容存档于2020-04-14） （日语）.
18. 1 2 3  漫畫第100話
19. ↑  . 声優情報サイト. 2014-05-07  [2014-06-01]. （原始内容存档于2020-11-27） （日语）.
20. ↑  漫畫第6卷封套的人物介紹
21. ↑  . アキバ総研. 2014-05-07  [2014-06-01]. （原始内容存档于2014-07-22） （日语）.
22. ↑  . マイナビニュース. 2014-05-07  [2014-06-01]. （原始内容存档于2016-03-05） （日语）.
23. ↑  . 動畫新聞網. 2014-03-19  [2014-06-08]. （原始内容存档于2021-01-25） （英语）.
24. ↑  漫畫第55話中身穿寫有姓氏的學生泳裝
25. ↑  . MANTANWEB. 2014-05-31  [2016-03-09]. （原始内容存档于2017-03-05） （日语）.
26. ↑  Blu-ray BOX II與DVD BOX收錄的映像特典。
27. ↑  . HiBiKi Radio Station.   [2014-04-29]. （原始内容存档于2021-03-01）.

## 外部連結
- YOUNG JUMP公式Web（日語）
- YOUNG JUMP新連載試閱網站 （日語）
- 電視動畫公式網站 （页面存档备份，存于） （日語）
- 電視動畫《極黑的布倫希爾德》的X（前Twitter） （日語）